# Borove, Liuboml
Borove (în ucraineană Борове́) este un sat în comuna Rivne din raionul Liuboml, regiunea Volînia, Ucraina.

## Demografie
Componența lingvistică a localității Borove
     Ucraineană (99,3%)
     Alte limbi (0,7%)
Conform recensământului din 2001, majoritatea populației localității Borove era vorbitoare de ucraineană (99,3%), existând în minoritate și vorbitori de alte limbi.